# Tamidou (Zoungou)
Pour les articles homonymes, voir Tamidou.
Tamidou est une commune rurale située dans le département de Zoungou de la province du Ganzourgou dans la région Plateau-Central au Burkina Faso.

## Géographie
Tamidou est situé à environ 12 km au sud-est de Zoungou, le chef-lieu du département, et à 3 km au sud-est de Paspanga.

## Santé et éducation
Le centre de soins le plus proche de Tamidou est le centre de santé et de promotion sociale (CSPS) de Paspanga, tandis que le centre médical avec antenne chirurgicale (CMA) se trouve dans le département voisin à Koupéla.